# Wilde Renate

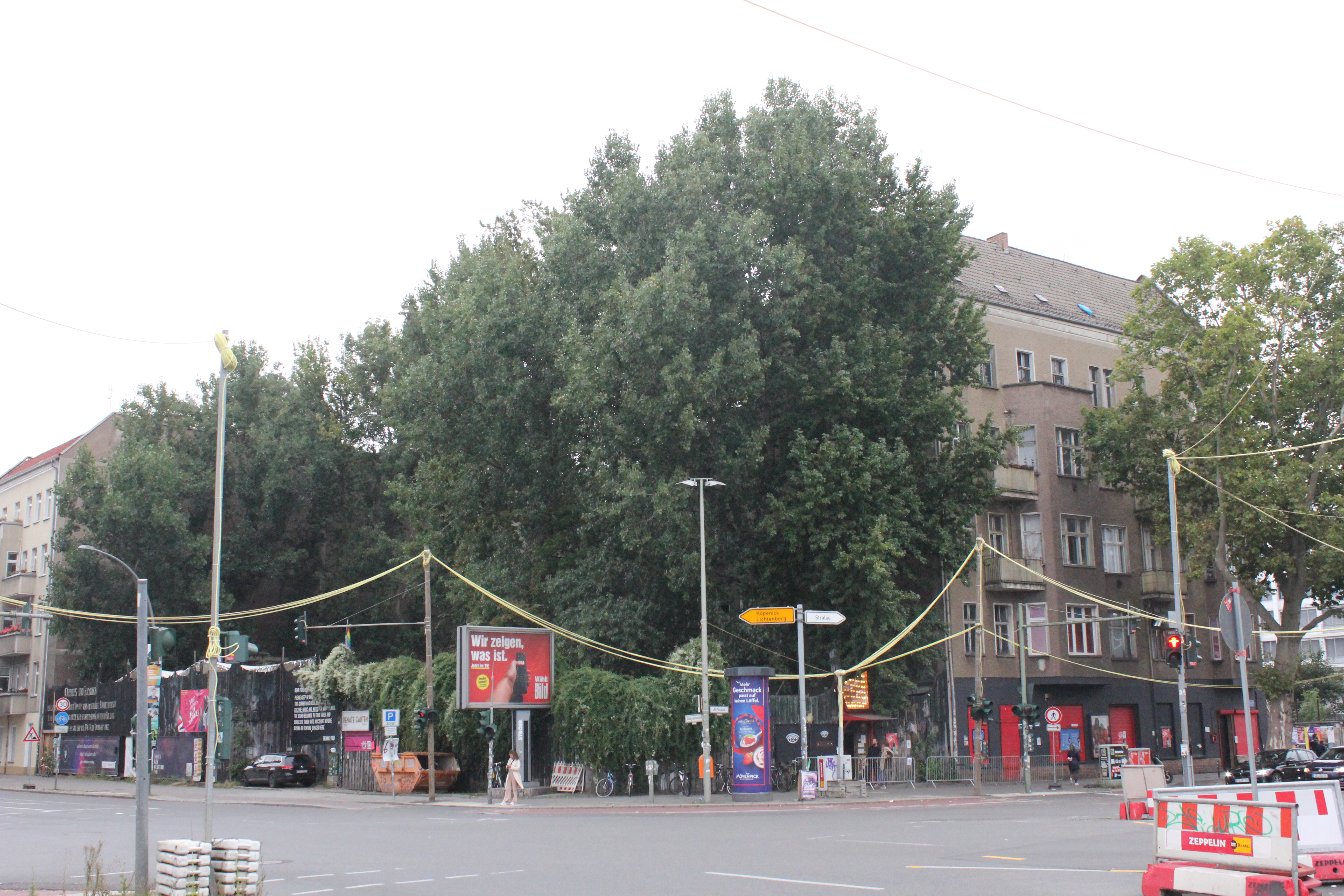
Wilde Renate, 2021

Die Wilde Renate (vormals: Salon zur Wilden Renate, umgangssprachlich auch nur Renate) ist ein Techno-Club im Berliner Ortsteil Friedrichshain. Er wurde 2007 gegründet und wird mittlerweile von der 2012 eingetragenen Zur wilden Renate – OHG betrieben.

## Beschreibung

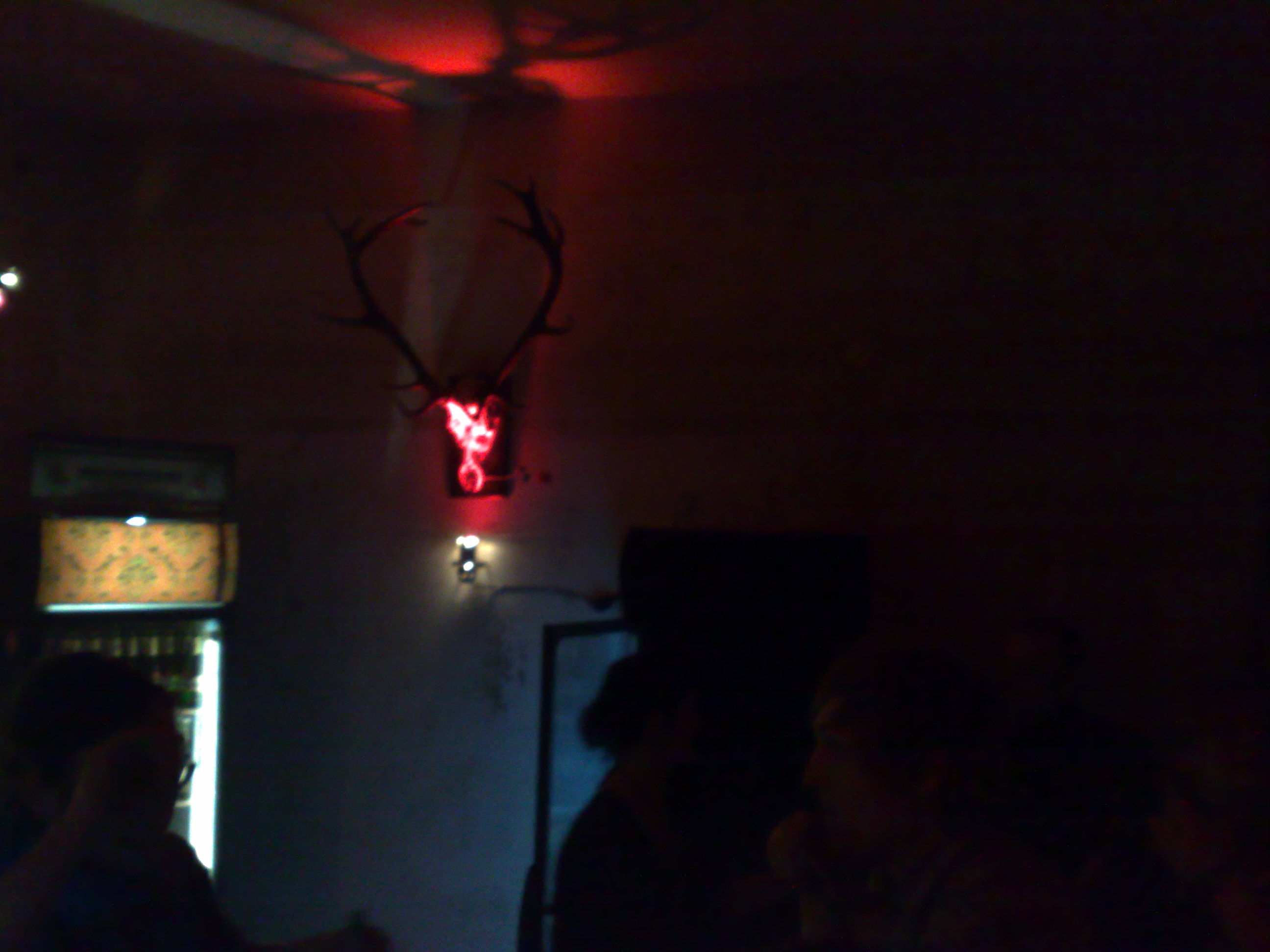
Bar in der Wilden Renate

Die „Wilde Renate“ befindet sich in einem unsanierten ehemaligen Mietshaus in der Nähe der Elsenbrücke und zeichnet sich durch seine zahlreichen Räumlichkeiten aus. Der Club öffnet sowohl in der Nacht von Freitag auf Samstag als auch in der Nacht von Samstag auf Sonntag gegen Mitternacht. Das Ende der jeweiligen Veranstaltungen ist offen und liegt mitunter erst in den Nachmittagsstunden des darauffolgenden Tages. Auf dem Programm stehen in der Regel diverse Techno- und House-DJs. Darunter befinden sich oft prominente Namen, wie beispielsweise der schwedische House-DJ Axel Boman, die britische DJ B.Traits, der Offenbacher Club-Betreiber Ata, oder die in Großbritannien seit den 1990er Jahren bekannte Gruppe Crazy P. Die Residents der Renate sind u. a. Peak&Swift, Sebastian Voigt und Michal Zietara.

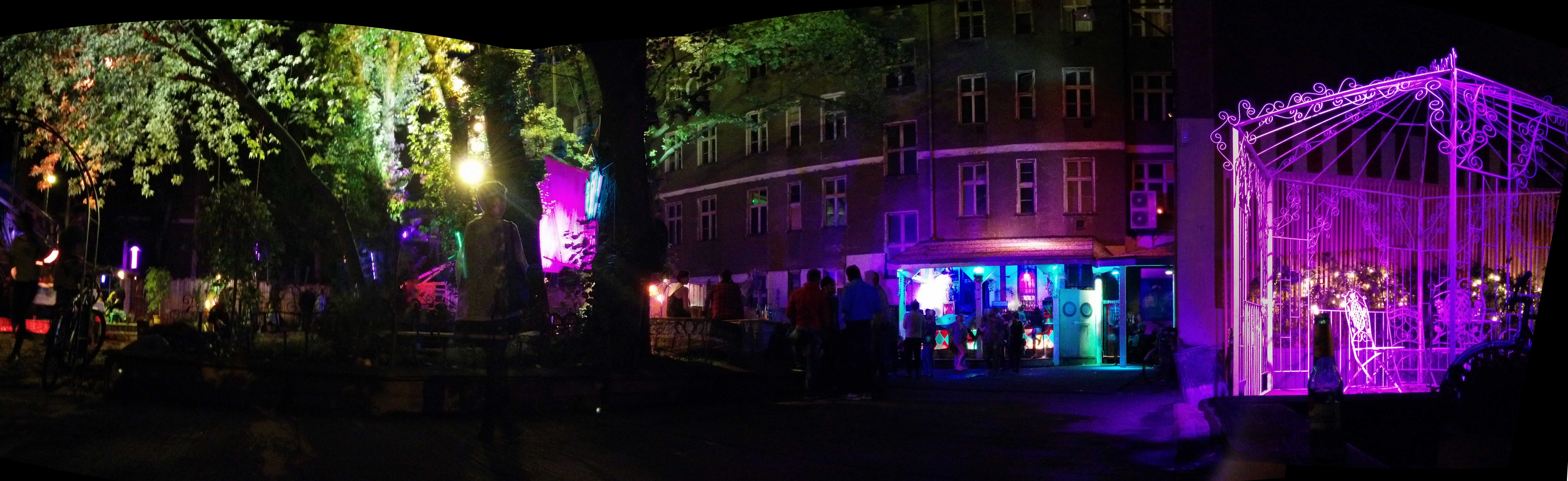
Außenbereich der Wilden Renate

Auf dem Gelände finden – abgesehen von den regelmäßigen Partys am Wochenende – auch andere kulturelle Veranstaltungen statt. So gab es von 2010 bis März 2014 unter dem Namen Peristal Singum ein von der Künstlergruppe Karmanoia fest installiertes Labyrinth, das seinerseits ein breites Medienecho hervorrief. Es wurde laut einem Bericht der taz wegen angeblich zu hohen „Besucheransturms“ geschlossen.
Der Club liegt auf der Fläche, die für den Bauabschnitt 17 des Weiterbaus der A 100 vorgesehen ist.
Im März 2020 beteiligte der Club sich an der Aktion „United We Stream“ der Berliner Clubszene, die durch die Maßnahmen gegen COVID-19 massive Einbußen hinnehmen mussten. Zudem wurde eine Spendenaktion zur Erhaltung des Clubs über die Zeit der COVID-19-Pandemie hinaus eingerichtet.
Die Betreiber haben ihre Aktivitäten in den frühen 2020er Jahren auf die andere Spreeseite verlagert, durch die Übernahme des ehemaligen Tanzlokal Zenner im Treptower Park.
Im August 2024 wurde durch eine Pressemitteilung der Betreiber bekannt, dass der Club wegen des auslaufenden Mietvertrages und erfolglos gebliebener Verhandlungen über dessen Verlängerung Ende 2025 seinen bisherigen Standort schließen muss und versucht wird, den Club anderswo weiterzuführen.

## Rezeption
Der Club fand wiederholt Erwähnung in der nationalen und internationalen Berichterstattung. Das Model Eva Padberg bezeichnete 2013 in einem Interview die Wilde Renate als einen ihrer Lieblingsclubs. Die Zeit bezeichnete den Club als „kleiner, dreckiger, intimer“ im Vergleich zum Berghain. Im Nutzerranking des Internetportals für elektronische Musik Resident Advisor wird der Club als einer der acht beliebtesten in Berlin bewertet (Stand: November 2019). Der 2023 veröffentlichte Song Berliner Luft der Band Scooter erwähnt die Wilde Renate zusammen in einer Reihe mit anderen Berliner Clubs.